# Mamadali Topivoldiyev

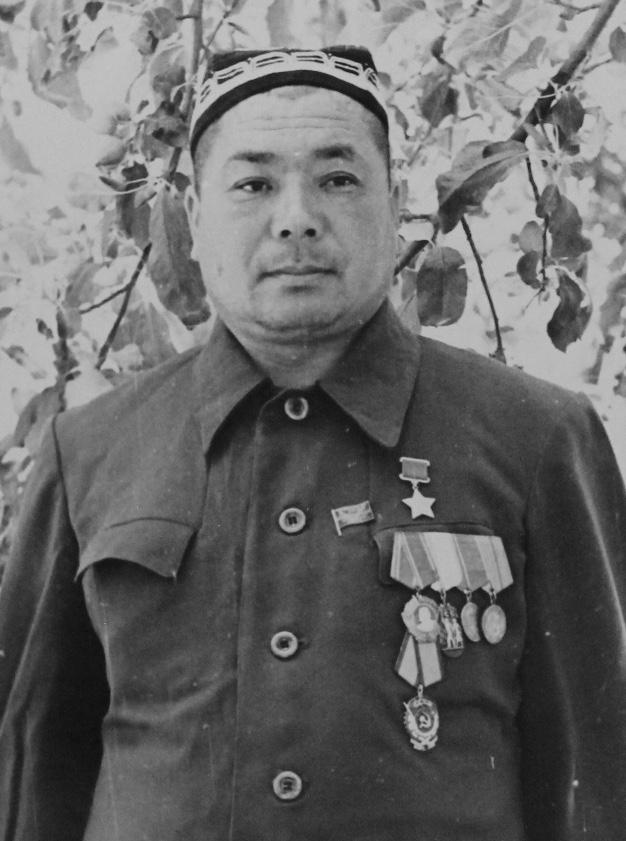
Mamadali Topivoldiyev

Mamadali Topivoldiyev (usbekisch Мамадали Топиболдиев; russisch Мамадали Топвалдыев Mamadali Topwaldyjew; geboren am 3. August 1919 in Pandigan; gestorben am 6. Mai 1969 in Zokhidon) war ein Held der Sowjetunion, Teilnehmer am Großen Vaterländischen Krieg und der Partisanenbewegung in Belarus in den Gebieten Mahiljou und Wizebskaja, Kommandeur einer Aufklärungseinheit in der 5. Partisanenbrigade „Tschekist“, Partisanen-Deckname Kasbek (kyrillisch Казбек).

## Leben
Mamadali Topvaldyev wurde in einer Bauernfamilie in Pandigan, einem Dorf im heutigen Rishton Bezirk der Provinz Fargʻona in Usbekistan, geboren. Er war Mitglied der Kommunistischen Partei der Sowjetunion seit 1945. Nach dem Abschluss der Grundschule arbeitete er als Briefträger und Traktorfahrer. Ab 1939 diente er in der Roten Armee als Mechaniker-Fahrer im 130. Artillerieregiment.
Von den ersten Tagen des Krieges an geriet er in eine Umzingelung und kämpfte sich mit einer kleinen Gruppe durch. Ab Ende 1941 schloss er sich einer kleinen Partisaneneinheit im Rajon Kruhlaje in Weißrussland an, die später zur größeren Formation der Volksrächer – der Brigade „Tschekist“ – wurde. Die Einheit operierte in den von den Deutschen besetzten Gebieten der Rajons Schklou, Bjalynitschy, Kruhlaje, Talatschyn, Orscha und Lepel. Der Kommandeur der Einheit war G.A. Kirpitsch, die Kommissare waren F.M. Sedlezki, F.I. Bukschtynow, und die Stabschefs waren I.D. Bulanow und R.M. Sewastjanow.
Nachdem Mamadali Topvaldyev die Ausbildung zum Sprengstoffexperten abgeschlossen hatte, wurde er zum Kommandeur der Aufklärungseinheit in der 5. Partisanenbrigade ernannt. Die Brigade „Tschekist“ führte Kämpfe gegen den Feind und rettete die lokale Bevölkerung vor dem Tod und der Deportation zur Zwangsarbeit in Deutschland. Sie führten Operationen auf den Eisenbahnstrecken Minsk – Orscha und Orscha – Mahiljou durch. Am 22. Juni 1942 zerschlugen sie in der Nähe des Dorfes Dymanowa im Bezirk Schklou eine Straftruppen-Einheit. Am 25. Mai 1943 führten sie gleichzeitig Angriffe auf feindliche Garnisonen in den Dörfern Klimowitschi, Taukatschi und Awtschinenki im Bezirk Schklou durch. Im August 1943 wurden auf dem Eisenbahnabschnitt Mahiljou – Lotwa 500 Schienen gesprengt.
Im Februar 1942 wurde Topivoldiyev von der Hilfspolizei gefangen genommen und wurde Kriegsgefangener. Allerdings entkam er bald darauf, wobei er einen Wächter tötete. Anschließend schloss er sich mit dreizehn Soldaten zusammen, die in den umliegenden Dörfern verstreut waren, und sie schlossen sich der Partisaneneinheit unter der Führung von Gerassim Kirpitsch an.
Die Einheit vereinigte sich bald mit mehreren anderen lokalen Einheiten, um im Juli 1942 eine Brigade zu bilden. Topivoldiyev wurde dann zum Kommandeur der Aufklärungseinheit der 5. Abteilung ernannt. Seine erste Aufgabe bestand darin, einen feindlichen Zug anzugreifen, der nach Minsk fuhr. Im Oktober führte er einen Plan aus, um deutsche Soldaten in einen Hinterhalt zu locken, indem er das von den Nazis den Dorfbewohnern genommene Vieh hütete. Die Brigade wuchs weiter, hatte aber immer noch keine Kommunikation mit dem Zentralkommando. Topivoldiyev wurde damit beauftragt, wichtige Informationen über die militärischen Aktivitäten der Nazis nach Moskau zu übermitteln. Er erreichte erfolgreich Moskau, wo er eine Ausbildung in Sabotage absolvierte, bevor er im Frühjahr 1943 zu seiner Brigade zurückkehrte.
Mamadali Topvaldyev nahm an allen Kriegsoperationen teil, legte Minen unter Brücken und Straßen und zerstörte 19 feindliche Eisenbahnzüge des Feindes. Im Nahkampf tötete er 76 deutsche Soldaten und nahm einen deutschen General gefangen. Seine Partisanenarmee war „Kasbek“. Nach jeder Operation schnitzte er den Namen „Kasbek“ mit seinem Dolch in Bäume, um seine Spur zu hinterlassen und die Deutschen einzuschüchtern. Die Nazis setzten eine Belohnung von 50.000 Reichsmark auf seinen Kopf aus.
Er war Abgeordneter im Obersten Sowjet der Usbekischen SSR. Bevor er 1954 zum Vorsitzenden des Kolchos „Kommunismus“ im Bezirk Rishton wurde, hatte er verschiedene Jobs inne. Am 6. Mai 1969 wurde er von einem Wahnsinnigen erstochen und neben seinen Partisanenkameraden Nikolai Apanassenko und Iwan Kuruschew auf dem Friedhof in Zoxidon beerdigt.

## Familie
Nach dem Krieg heiratete er Donokhon Usmanhadjayeva aus dem Dorf Uyrat im Bezirk Rishton. Ihre Kinder waren: Muborakkhon Mamadalieva (geboren 1946), Ahmadali Topvaldyev (geboren 1949), Khomidjon Topvaldyev (geboren 1956), Mavluda Topvaldyeva (geboren 1959), Hasan Topvaldyev (geboren 1962), Matluba Topvaldyeva (geboren 1962), Farhod Topvaldyev (geboren 1963) und Kakhramon Topvaldyev (geboren 1965).

## Auszeichnungen
- Orden des Roten Banners der Arbeit
- Held der Sowjetunion
- Leninorden
- Orden des Roten Sterns
- Tapferkeitsmedaille (Sowjetunion)
- Medaille „Partisan des Vaterländischen Krieges“

## Gedenken
- In Minsk ist eine Straße nach Topwaldyjew benannt.
- eine der zentralen Straßen in der Stadt Rishton ist ihm benannt.
- Die Mittelschule Nr. 27 in Rishton trägt den Namen M. Topvaldyev.
- Einer der Bezirke von Rishton ist nach ihm benannt.
- Das Dorf Paserovo wurde in Topvaldyevka umbenannt.
- In der Ortschaft Kruhlaje im Rajon Kruhlaje ist eine Straße nach Topvaldyev benannt.
- Im Rajon Kruhlaje wurde der M. Topvaldyev-Preis für die besten Getreideströmungsoperatoren und Mähdrescherbesatzungen eingerichtet.
- Im Rajon Talatschyn werden im Museum der Mittelschule von Waranzewitschy Materialien über M. Topvaldyev ausgestellt.